# Calle Reconquista (Vigo)

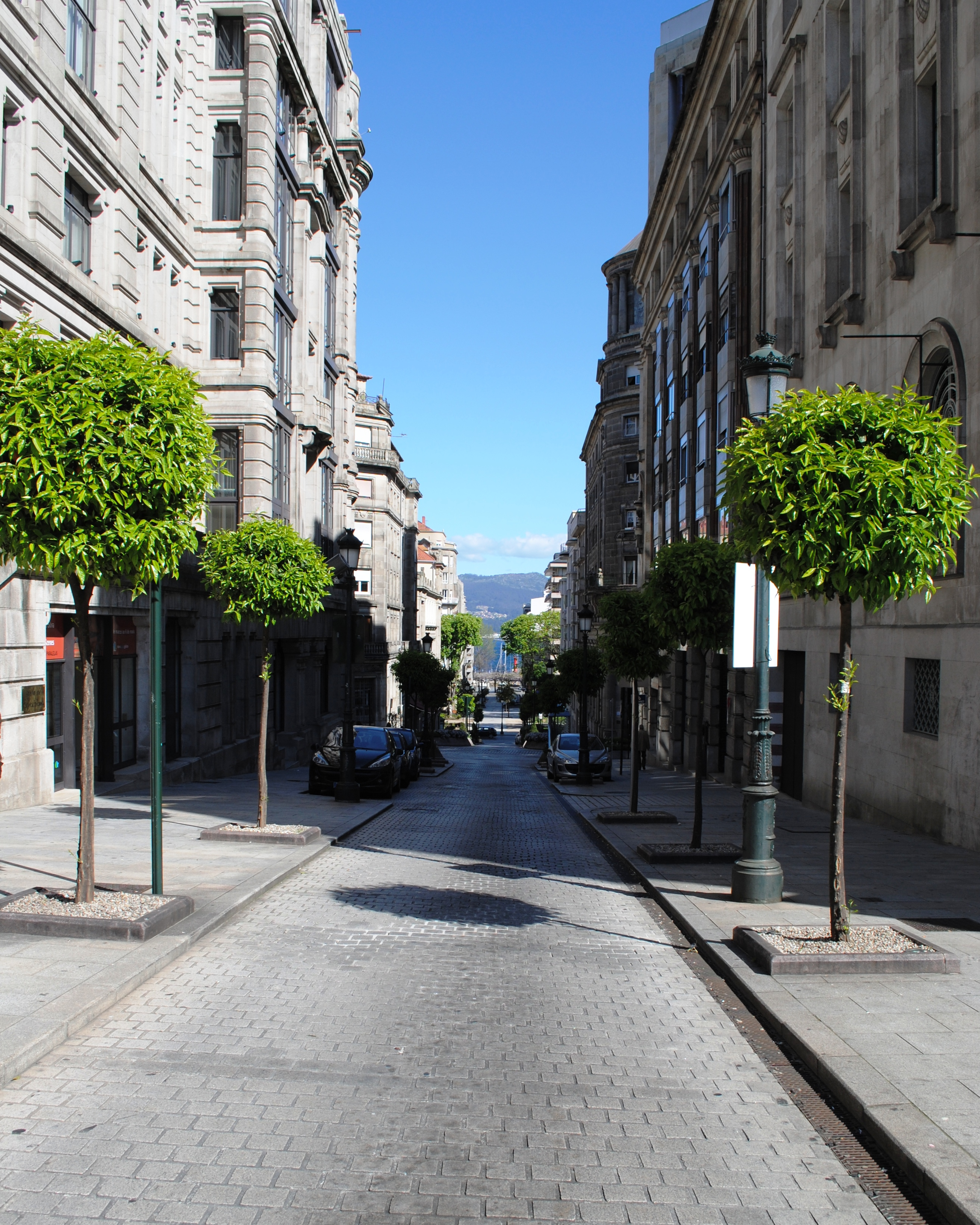
Calle Reconquista de Vigo.

La calle Reconquista es una calle de la ciudad española de Vigo que debe su nombre, desde mayo de 1882, a la conmemoración de la expulsión del ejército francés, el 28 de marzo de 1809, por parte de los vigueses durante la Guerra de la Independencia Española. Une la calle de Policarpo Sanz con la plaza de Compostela.

## Urbanismo

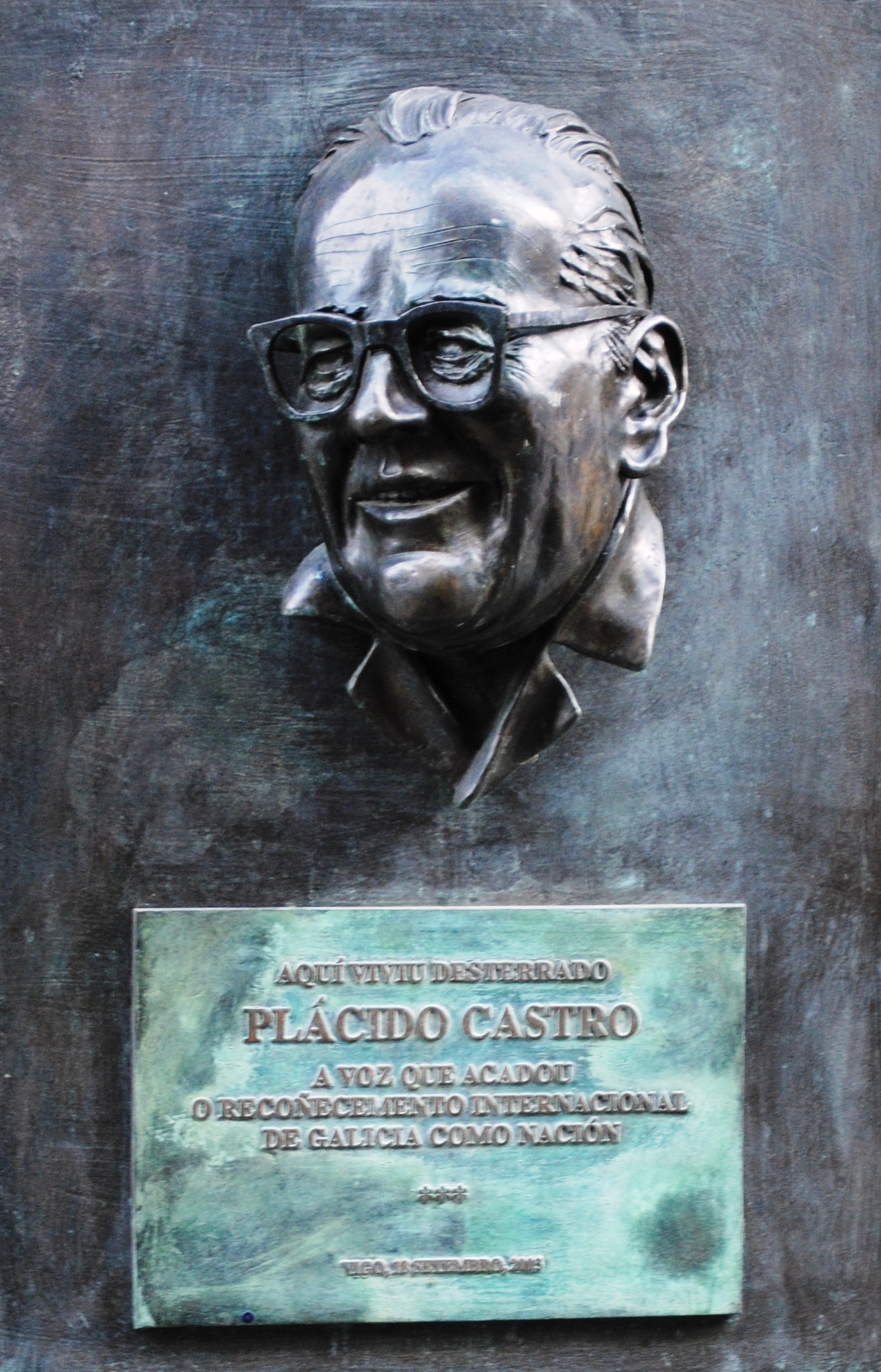
Placa en el edificio en donde residió Plácido Castro.

Es corta, de unos 150 metros de largo y entre 13 y 15 metros de ancho. Inclinada y formada por cuatro manzanas, dos a cada lado. De sentido único ascendente para el tráfico rodado.
Comienza en el parque de la Alameda de la plaza de Compostela, calle Victoria. En la esquina de los pares está el edificio de Correos y Telégrafos, obra de 1920 de Manuel Gómez Román. En la de los impares, en el número 1, están las instalaciones en las que se fundó la Editorial Galaxia en el año 1951, edificio Iglesias Curty, del arquitecto Jenaro de la Fuente Álvarez.
Asciende cara al sur, atravesando la calle Marques de Valladares. En una de esas esquinas se alza el edificio Banca Viñas-Aranda, obra de 1941 de Antonio Palacios que luego sería sede del Banco de Vigo, posteriormente adquirido por el Banco Popular. En la otra el inmueble de la Equitativa, proyectado en 1948 por Manuel Cabanyes Mata.
Termina en la calle de Policarpo Sanz. En la esquina oeste se encuentra el Teatro García Barbón,  de 1927, obra también de Palacios y sede del Centro Cultural Abanca. En la esquina este se encuentra la Casa de las Artes, sede de la Fundación Laxeiro y del Archivo Pacheco.
En el número 11 de esta calle, vivió desterrado el escritor gallego Plácido Castro «la voz que consiguió el reconocimiento internacional de Galicia como nación».

## Galería de imágenes

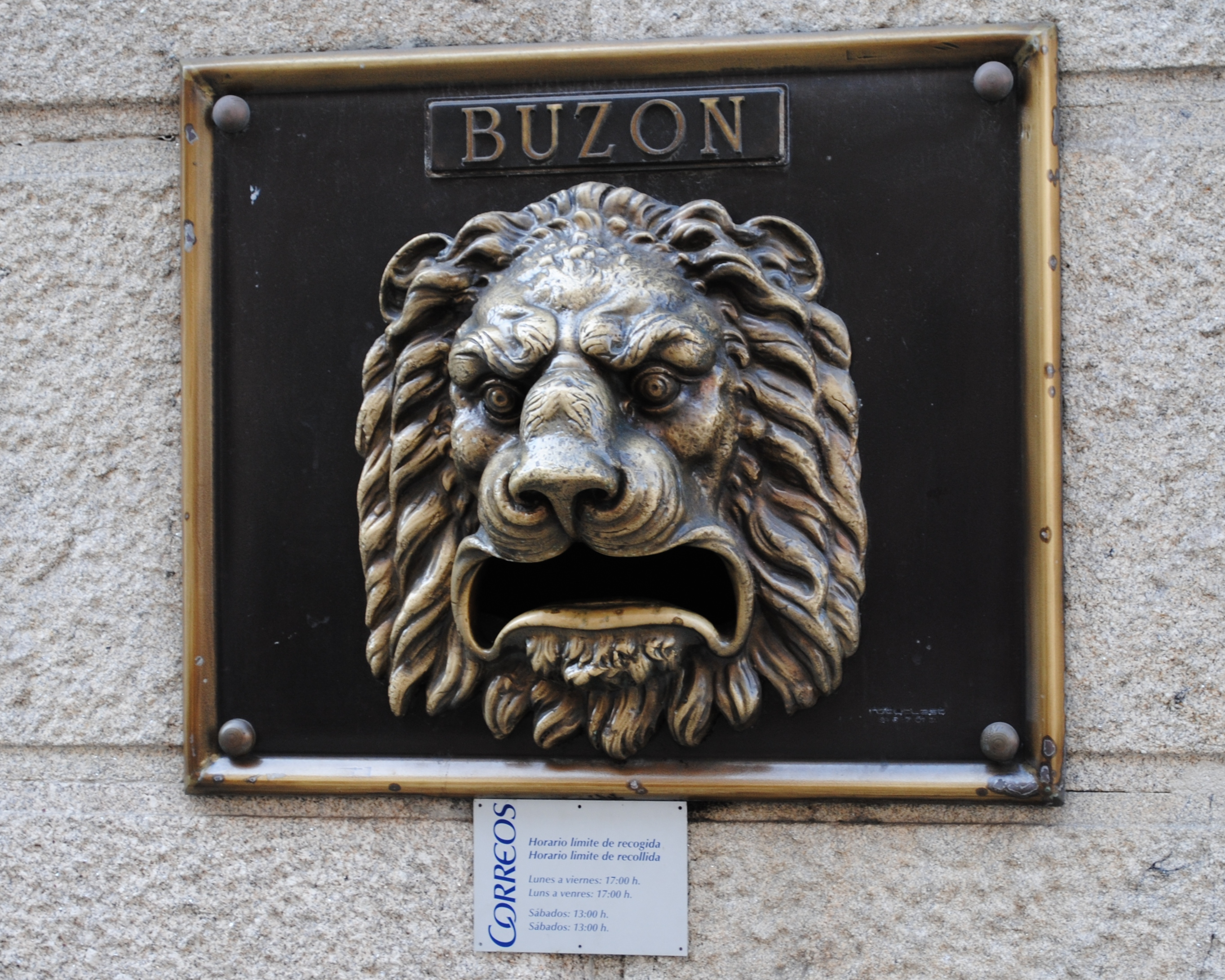
Buzón de la Casa de Correos y Telégrafos.
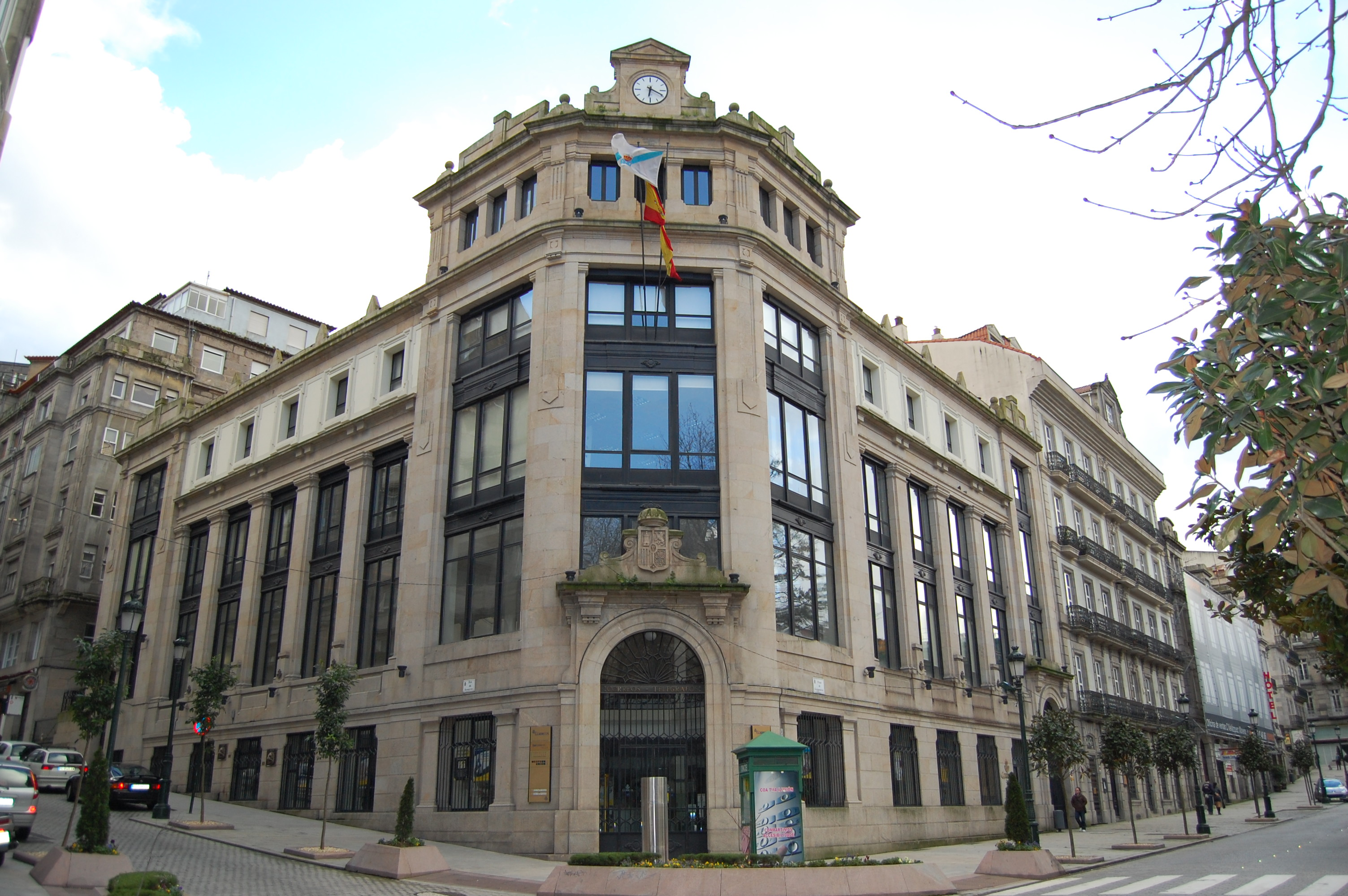
Casa de Correos y Telégrafos, calle Victoria con la calle Reconquista.
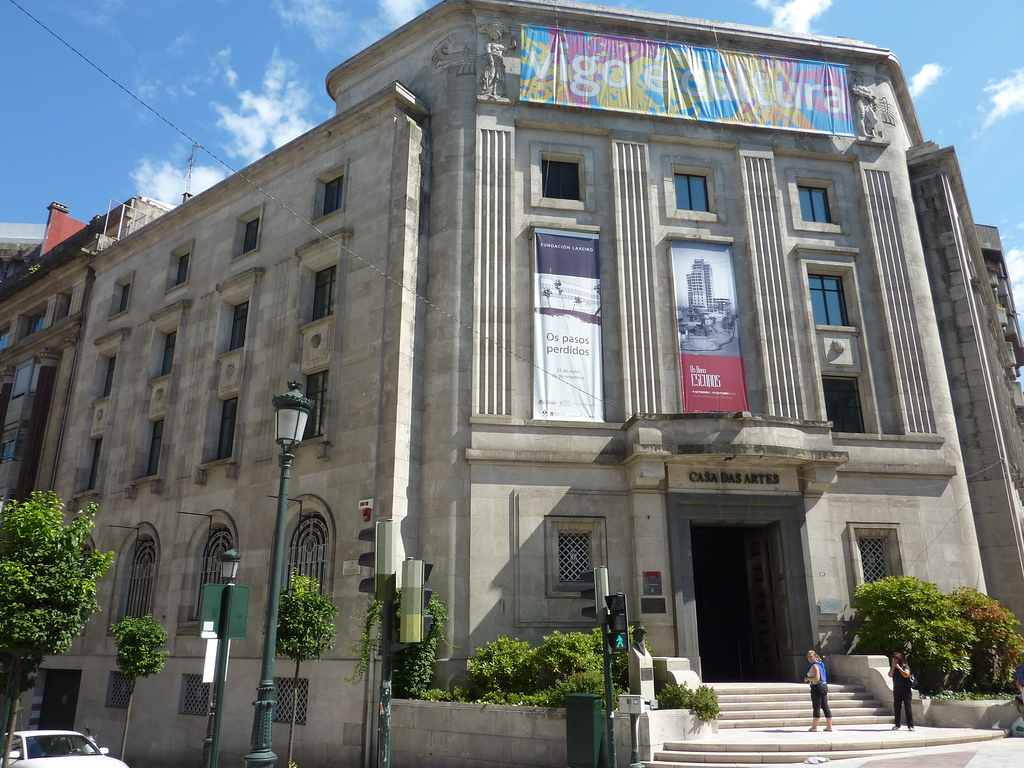
Casa de las Artes, calle Policarpo Sanz con la calle Reconquista.
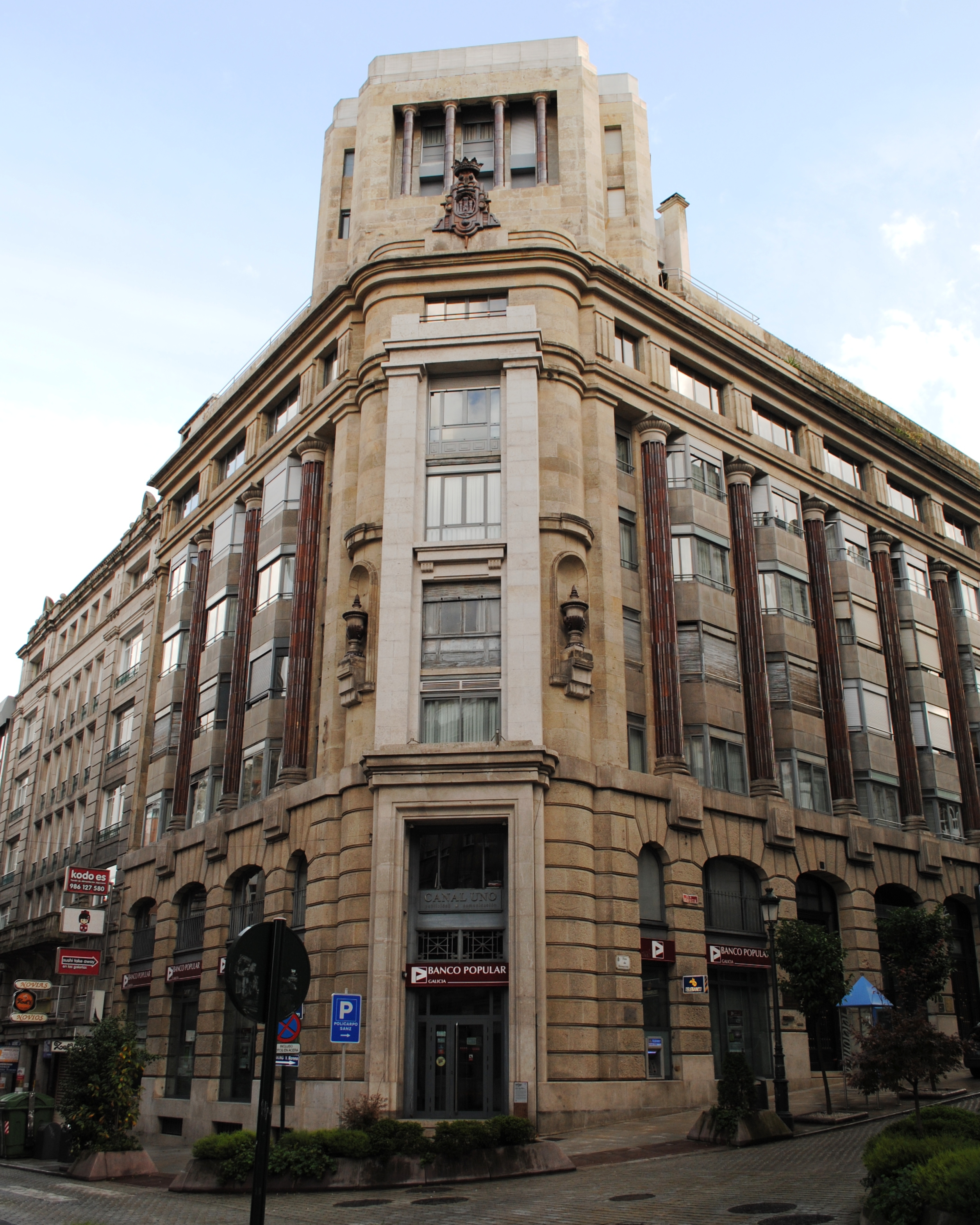
Edificio Banca Viñas-Aranda, calle Marqués de Valladares con la calle Reconquista.
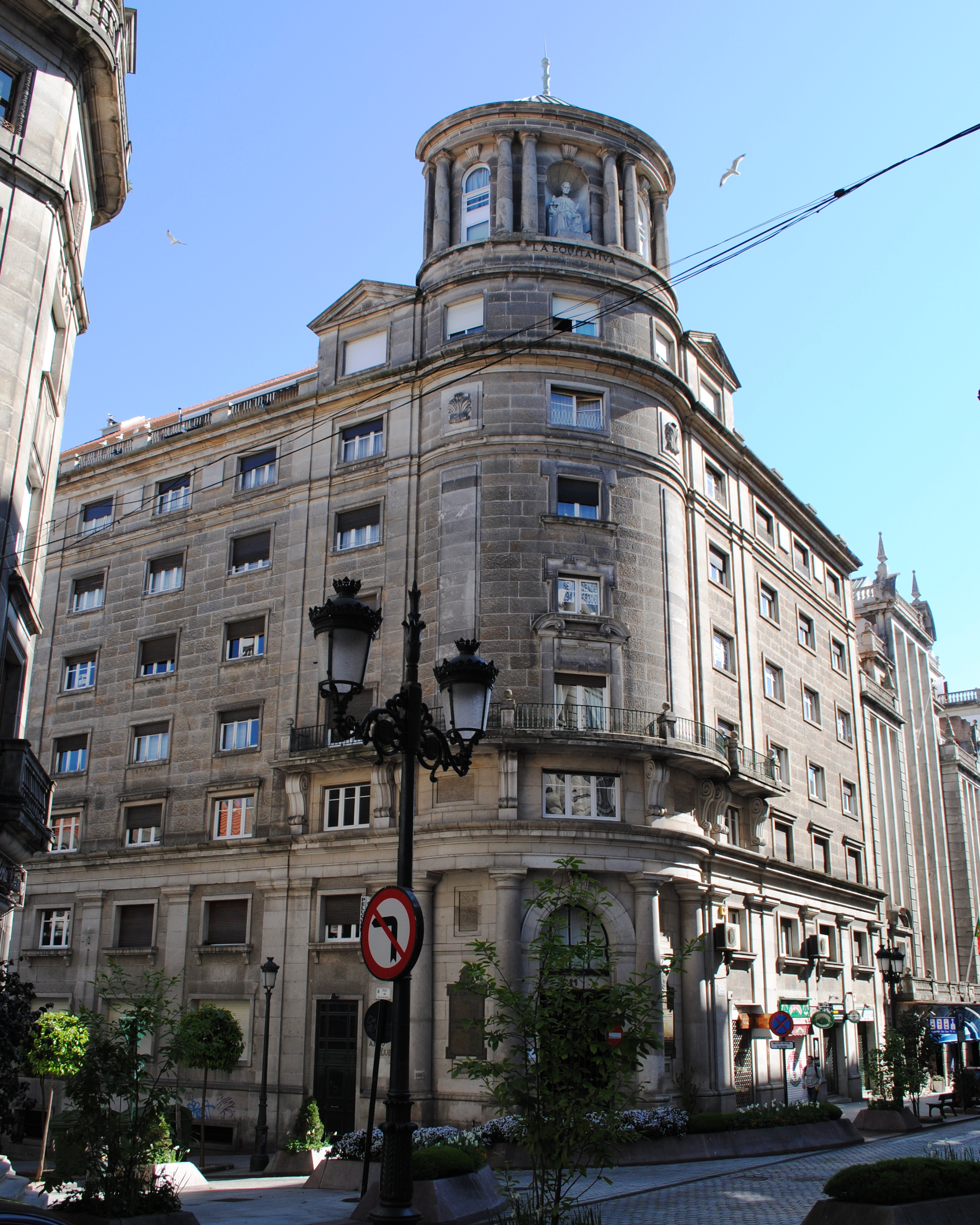
Edificio de la Equitativa, calle Marqués de Valladares con la calle Reconquista.
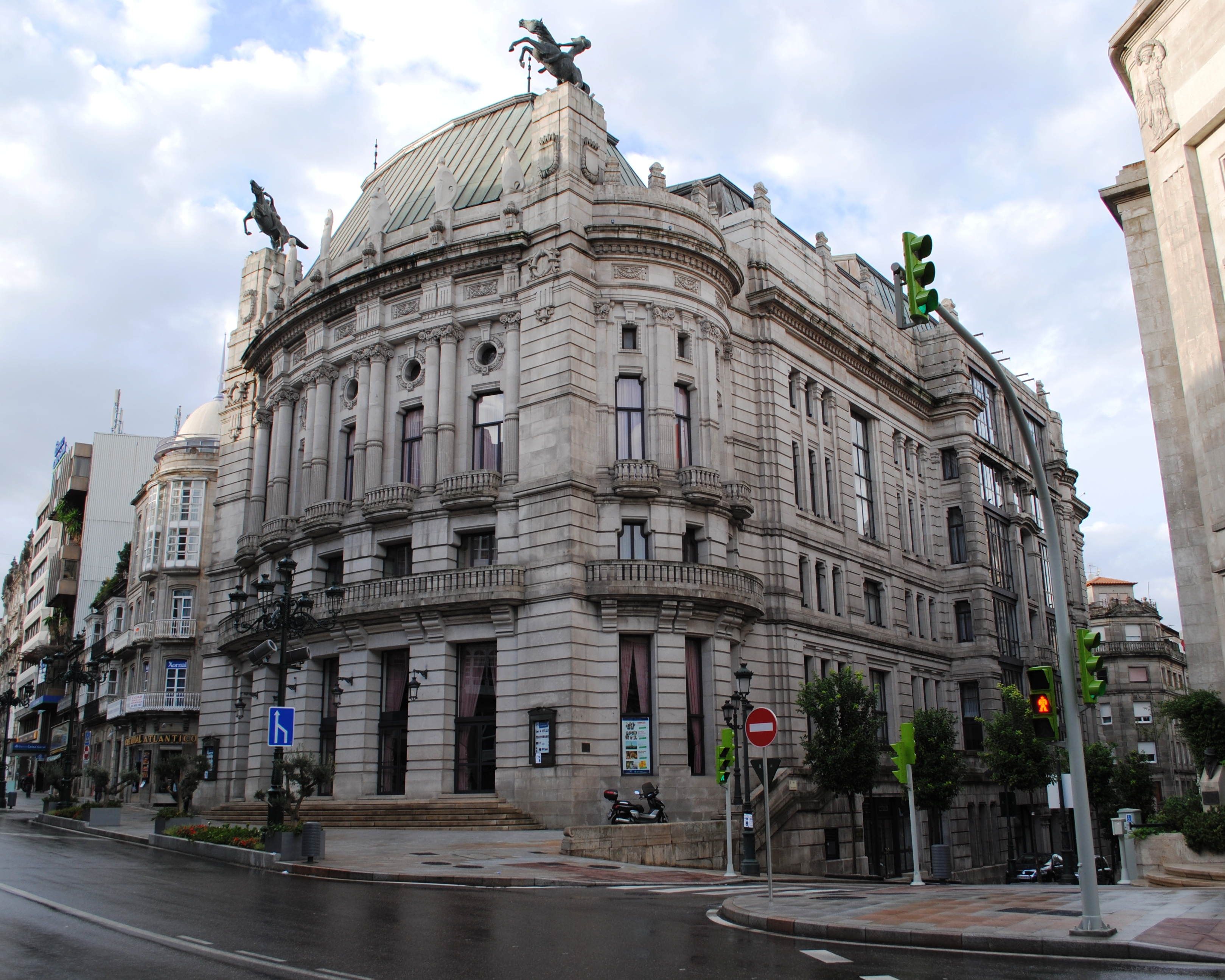
Teatro García Barbón, calle Policarpo Sanz con la calle Reconquista.